# Centraal geleide economie

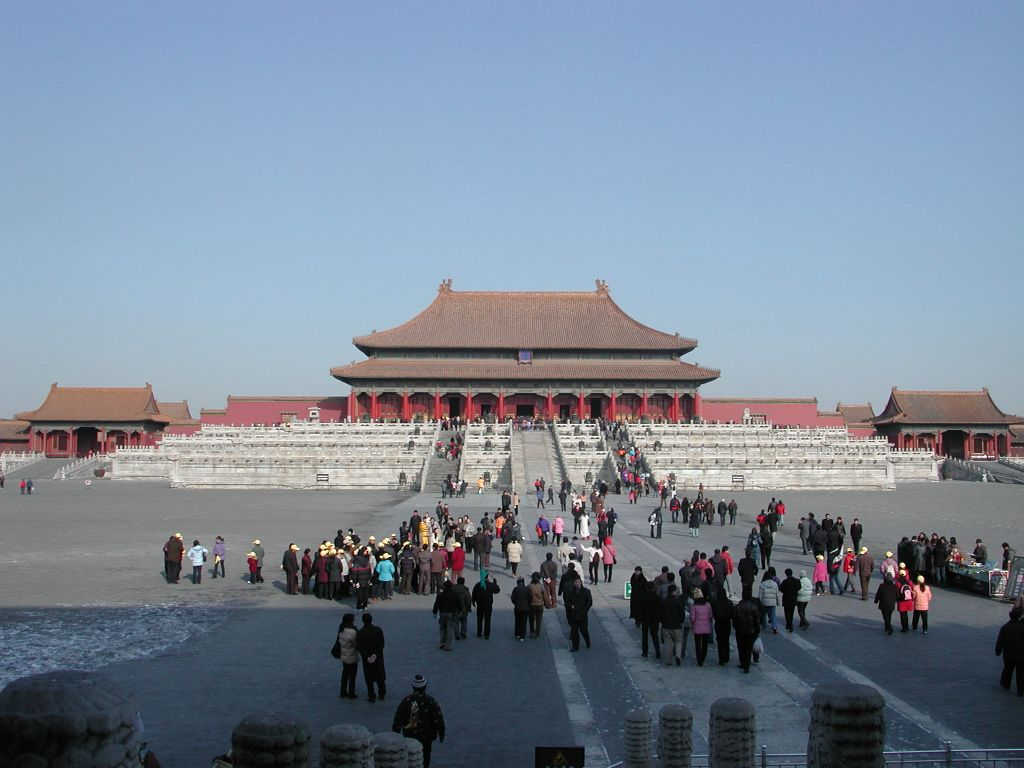
De Volksrepubliek China heeft haar centraal geleide economie hervormd tot een gedeeltelijke vrijemarkteconomie

Een centraal geleide economie (ook: planeconomie, maar niet te verwarren met de vakdiscipline planeconomie) houdt in dat alleen de staat recht heeft op het verstrekken van goederen en diensten, waardoor het marktmechanisme (balans vraag en aanbod) komt te vervallen.
Een planeconomie is een zogenaamde top-down-economie, dat wil zeggen: Op het hoogste niveau van een denkbeeldige piramide wordt de economie door enkele mensen bepaald, en naar beneden gepropageerd tot het laagste niveau (de consument). In een planeconomie kan de consument het aanbod alleen sturen door de politiek daartoe te bewegen. Daarom wordt gesproken over een aanbodgerichte economie.
Centraal geleide economieën komt men voornamelijk tegen in het communistische staatssysteem, maar in sommige kapitalistische staten bepaalt de staat ook gedeeltelijk wat de prijs van bepaalde producten is (gemengde economie). Een Nederlands voorbeeld zijn de prijzen in de gezondheidszorg die bepaald worden door de Zorgautoriteit. Een centraal geleide economie komt nog voor in Cuba, Noord-Korea, Vietnam, Laos en in afgebroken staat in de voormalige Sovjet-Unie en de Volksrepubliek China (die nu door economische hervormingen een vorm van een gedeeltelijke vrijemarkteconomie ontwikkelt).

## Planeconomie vergeleken met markteconomie
- Binnen een volledige planeconomie zijn alle productiefactoren in handen van de staat, in een volledig vrije markt zijn deze in private handen.

- Om invloed uit te oefenen op het aanbod in een vrijemarkteconomie kiest een consument ervoor een product wel of niet te kopen. De consument kan evenwel een producent niet dwingen product X of Y te produceren. In een planeconomie heeft de overheid die macht wel en kan zo besluiten dat bepaalde producten meer of minder geproduceerd moeten worden.

- Volgens sommigen leidt een concurrerend aanbod tot keuzestress, die opgelost wordt als de overheid bepaalt welke producten en diensten beschikbaar moeten zijn. Een planeconomie zou daarvoor een oplossing kunnen zijn. Anderen vinden een grote keuze geen noemenswaardig probleem en willen zelf kunnen kiezen.

- Een van de veelgenoemde kritieken op de planeconomie is die van het economisch calculatieprobleem. Om de juiste prijzen te kunnen vaststellen, moet de overheid over volledige informatie beschikken betreffende niet alleen alle omstandigheden van het productieproces, maar ook betreffende vraag en aanbod, volgens deze kritiek, en dit wordt als onmogelijk beschouwd. Daarom zal een planeconomie minder efficiënt functioneren dan een vrijemarkteconomie, waarin de markt door het coördineren van handelen van individuen dit probleem oplost. De meest bekende versie van deze kritiek is van Friedrich Hayek.[1] Dat de markt werkelijk het economisch calculatieprobleem kan oplossen, of zelfs beter dan een planeconomie, wordt door sommige heterodoxe economen bestreden.[2]